# ルキウス・カルプルニウス・ピソ・カエソニヌス (紀元前112年の執政官)
ルキウス・カルプルニウス・ピソ・カエソニヌス（ラテン語: Lucius Calpurnius Piso Caesoninus、- 紀元前107年）は、紀元前2世紀後期の共和政ローマの政治家・軍人。紀元前112年に執政官（コンスル）を務めた。

## 出自
ピソ・カエソニヌスはプレブス（平民）であるカルプルニウス氏族の出身である。最も古い氏族のひとつであり、第2代ローマ王ヌマ・ポンピリウスの息子カルプス (Calpus) を始祖としているとされる（ヌマの子孫と称する氏族は他にピナリウス氏族、ポンポニウス氏族、アエミリウス氏族がある）。カピトリヌスのファスティの該当部分は欠落しているが、おそらく、祖父は紀元前180年の執政官ガイウス・カルプルニウス・ピソ 、父は紀元前148年の執政官ルキウス・カルプルニウス・ピソ・カエソニヌス であろう。ピソ・カエソニヌスの二重コグノーメン（家族名）を持っていることから、祖父ガイウスがカエソニウス氏族からの養子に入ったためとと思われる。

## 経歴
ウィッリウス法の要求事項から逆算すると、ピソは遅くとも紀元前115年にはプラエトル（法務官）を務めたはずである。ピリエネで発見された碑文から、このときアシア属州の総督であったと考えられる。
紀元前112年、ピソは執政官に就任する。同僚は同じくプレブスのマルクス・リウィウス・ドルススであった。執政官としてのピソの活動として知られているのは二つだけである。クレタ島の都市国家であるイタヌスとイエラペトラの境界線を定めたこと、ギリシア人の職人組合を認めたことである。
時期は不明であるが、ピソはガイウス・クラウディウス・プルケルに属州での権力乱用で訴えられている。ルキウス・リキニウス・クラッススが弁護人となったが、裁判の結果は不明である。
紀元前107年、ピソはガリア・トランサルピナ属州総督となった執政官ルキウス・カッシウス・ロンギヌスが指揮するローマ軍のレガトゥス（軍団副官）となった。アルプスに住んでいたヘルウェティイ族は、ガリアの南西部に移住することを決めたが、ロンギヌスはガロンヌ川沿いの都市アジャンでこれを阻止しようとした。あるいはローマ軍はヘルウェティイ軍を海まで追ったという。結局ローマ軍は敗北し、戦死者の中にピソも含まれていた。

## 子孫
ピソには同名の息子がおり、紀元前100年ごろにクアエストル（財務官）、その後に法務官を務めた。孫は紀元前58年の執政官ルキウス・カルプルニウス・ピソ・カエソニヌスで、カエサルの義理の父となった。カエサルは妻の曽祖父であるピソを殺したヘルウェティイ族への復讐を宣言し、これがガリア戦争の発端となった。

## 参考資料

### 古代の資料
- アッピアノス『ローマ史』
- ウァレリウス・マクシムス『有名言行録』
- オロシウス『異教徒に反論する歴史』
- プルタルコス『対比列伝』
- マルクス・トゥッリウス・キケロ『弁論家について』
- ガイウス・ユリウス・カエサル『ガリア戦記』

### 研究書
- Korolenkov A., Smykov E. Sulla. - M .: Molodaya gvardiya, 2007 .-- 430 p. - ISBN 978-5-235-02967-5 .
- Mommsen T. History of Rome. - Rostov-on-Don: Phoenix, 1997 .-- T. 2. - 640 p. - ISBN 5-222-00047-8 .
- Broughton R. Magistrates of the Roman Republic. - New York, 1951. - Vol. I. - P. 600.
- Münzer F. Calpurnius 87 // Paulys Realencyclopädie der classischen Altertumswissenschaft . - 1897. - Bd. III, 1. - Kol. 1386-1387.
- Münzer F. Calpurnius 88 // Paulys Realencyclopädie der classischen Altertumswissenschaft . - 1897. - Bd. III, 1. - Kol. 1387.
- Münzer F. Calpurnius 89 // Paulys Realencyclopädie der classischen Altertumswissenschaft . - 1897. - Bd. III, 1. - Kol. 1387.